# 醫用活性碳
醫用活性炭（英語：Activated charcoal (medication)，也可寫為activated carbon），是一種用於治療經由口服有毒物質而避免中毒的藥物。為能達到治療效果，必須在事件發生後甚短的時間內（通常是一個小時）施用。但此種療法不適用於由氰化物、腐蝕劑、鐵質、鋰、酒精或馬拉松 (農藥)
引發的中毒。它以口服或是透過鼻胃管給藥。也可置於血液灌流機內達到過濾毒素的作用。
攝取此種活性碳常見的副作用有嘔吐、黑便、腹瀉和便秘。如果不慎將其吸入肺部，可能會導致嚴重的副作用 - 非感染性肺炎。在脫水的患者身上可能會發生消化道阻塞。在個體懷孕期間攝取對於胎兒，或是個體在母乳哺育期間使用對於嬰兒通常無安全上顧慮。活性碳透過吸附毒素以發揮作用。
雖然自古以來木炭就被用來處理口服物質而中毒的案例，而活性碳自1900年代起才被使用。活性碳已被列入世界衛生組織基本藥物標準清單之中。

## 醫療用途

### 口服物質中毒
活性碳用於治療多種口服物質（例如苯巴比妥和卡馬西平）而中毒的案例，但對其中多種（包括強酸或強鹼、鐵、鋰、砷、甲醇、乙醇或是乙二醇）的中毒並無療效。
活性碳是最常用來清除中毒者消化道中的藥劑，但醫療專業人員在決定是否需用此藥物時會謹慎從事。有一項針對接觸農用殺蟲劑和黃花夾竹桃急性中毒的研究，發現施用活性碳無法提升存活率。

### 消化道相關問題
英國從19世紀初開始即有木炭餅乾問世，最初用作治療脹氣和胃病之用。
活性碳錠劑或膠囊在許多國家被用來治療腹瀉、消化不良和脹氣，是非處方藥。有一些證據顯示它可為接受愛萊諾迪肯治療的癌症患者作預防腹瀉之用。但使用活性碳會干擾人體對某些藥物的吸收，且會導致一些檢查（如糞便潛血檢查）讀數變得不可靠。個體在進行腹部超音波檢查之前服用活性碳可減少腸道氣體含量，而得到更為清晰的影像。

### 其他用途
聲稱活性碳可美白牙齒、治療酒精引起的宿醉和防止腹脹等作用的說法並無證據支持。號稱規律性攝取活性碳可達到解毒的效果也缺乏證據，被認為是偽科學。

## 副作用
不正確使用（例如進入肺部）會導致肺部誤吸，須立即進行治療，否則有致命風險。

## 作用機轉
如果個體疑似口服藥物中毒，醫護人員會在現場或醫院急診室施用活性碳。在極少數情況下，它也可用於血液灌流系統，以清除患者血液中的毒素。活性碳已成為許多中毒案例的首選治療法，而其他淨化方法（例如利用吐根酊引發嘔吐或是洗胃）已很少使用。
- 活性碳與毒物結合，可防止由胃和腸道吸收。也可增添使用瀉藥（例如山梨醇）以加速毒物排出人體。[19]
- 活性碳可中斷某些藥物/毒素及其代謝產物的腸肝循環和腸腸循環（英语：Enteroenteric circulation），減緩中毒程度。[20]

## 歷史
木炭作醫療使用可追溯到公元前1500年的古埃及時期，被用來中和傷口發出的臭味。到公元前400年，腓尼基人在海上航行時，將水盛在內壁燒焦的木桶中，以改善船上儲水的味道，此顯示當時人們已了解木炭有吸附不良化學物質的能力。目前形式的活性碳是在18世紀所開發，首先於精煉糖過程中使用，將原糖中的有色雜質去除。活性碳用於醫療用途始於19世紀初。曾有一項於1835年進行的著名實驗，證明活性炭的吸附毒素能力，研究人員於實驗中將劇毒的番木鱉鹼與活性炭混合後餵食動物，結果那些動物並未顯示有中毒情況。

## 外部連結
- . Drug Information Portal. U.S. National Library of Medicine.   [2024-03-16]. （原始内容存档于2021-08-27）.